# 切尔托萨-迪帕维亚
切尔托萨-迪帕维亚（義大利語：Certosa di Pavia），是意大利帕维亚省的一个市镇。总面积10平方公里，人口4718人，人口密度471.8人/平方公里（2009年）。国家统计（ISTAT）代码为018046。